# Killer Ridge
Killer Ridge ist ein dunkler Bergkamm im ostantarktischen Viktorialand. In der Gonville and Caius Range ragt er mit Höhen von bis zu 1000 m zwischen dem Crisp-Gletscher und dem Miller-Gletscher auf.
Kartiert wurde der Bergkamm bei der Terra-Nova-Expedition (1910–1913) unter der Leitung des britischen Polarforschers Robert Falcon Scott. Namensgebend ist seine Ähnlichkeit mit einem Killerwal.